# Joachim Ritter
Joachim Ritter (Geesthacht, 3 de abril de 1903 - Münster, 3 de agosto de 1974) foi um filósofo alemão, fundador da Escola de Ritter e um dos principais autores ligados à história dos conceitos.

## Carreira acadêmica
Nascido em Geesthacht, Joachim Ritter estudou filosofia, teologia, literatura alemã e história em Heidelberg, Marburgo, Freiburg e Hamburgo. Foi discípulo de Martin Heidegger e Ernst Cassirer, obtendo o título de doutor em filosofia com uma tese sobre Nicolau de Cusa, publicada em 1927. Ritter foi assistente de Cassirer e palestrante na Universidade de Hamburgo. De posição marxista durante as décadas de 1920 e 1930, tornou-se um membro do Partido Nazista em 1937 e oficial da Wehrmacht em 1940. Após o fim da Segunda Guerra Mundial, foi nomeado professor de filosofia na Universidade de Münster. Ritter foi uma das figuras principais no surgimento da história dos conceitos na Alemanha, tendo sido o primeiro editor do Dicionário de Conceitos filosóficos (Historisches Wörterbuch der Philosophie), elaborado em conjunto com Karlfried Gründer e Gottfried Gabriel.

## Obra
- 1927 - Docta Ignorantia. A Teoria do Desconhecimento em Nicolau de Cusa (Docta Ignorantia. Die Theorie des Nichtwissens bei Nicolaus Cusanus)
- 1937 - Mundus Intelligibilis. Uma investigação sobre a absorção e transformação da ontologia neoplatônica em Agostinho (Mundus Intelligibilis. Eine Untersuchung zur Aufnahme und Umwandlung der neuplatonischen Ontologie bei Augustinus)
- 1957 - Hegel e a Revolução Francesa (Hegel und die Französische Revolution)
- 1969 - Metafísica e Política. Estudos sobre Aristóteles e Hegel (Metaphysik und Politik. Studien zu Aristoteles und Hegel)
- 1974 - Subjetividade. Seis ensaios (Subjektivität. Sechs Aufsätze)
- 2010 - Palestras sobre Estética Filosófica (Vorlesungen zur Philosophischen Ästhetik, póstumo)